# Pierre Claret (rugby à XV)
Pour les articles homonymes, voir Pierre Claret et Claret.
Pas d'image ? Cliquez ici

a Compétitions nationales et continentales officielles uniquement.

b Matchs officiels uniquement.
Dernière mise à jour le 5 mars 2020.
Pierre Claret, né le 19 juillet 1931 à Jarrie (Isère) et mort le 15 avril 2016 à Notre-Dame-de-Vaulx (Isère), est un arbitre et joueur français de rugby à XV.

## Biographie
Il est le père de Lionel et Gilles, anciens joueurs du Stade olympique voironnais (SOV).
Pierre Claret évolue au FC Grenoble entre 1951 et 1962 où il gagne le titre de champion de France Excellence en 1951 et celui de champion de France en 1954,,. Il obtient plusieurs sélections en équipe de France A. Il exerce les métiers de comptable, commercial, puis directeur général dans plusieurs entreprises de l'agglomération grenobloise. Il est également arbitre, avant d'exercer des responsabilités aux comités de l'Isère, des Alpes et à la FFR.
Pierre Claret meurt en avril 2016,. Une cérémonie a lieu le 21 avril 2016 à quatorze heures en l'église Saint-Jacques à Grenoble, et est suivie de l'inhumation au cimetière Saint-Roch.
Il est capé en 2014 et en 2017.